# Nổ súng tại Binghamton
Vụ nổ súng tại Binghamton diễn ra thứ sáu, 3 tháng 4 năm 2009, tại trung tâm di trú Hiệp hội Công dân Hoa Kỳ (American Civic Association) ở Binghamton, New York. Tất cả các trang mạng của các cơ quan truyền thông lớn trên thế giới đều dùng từ "thảm sát" để nói về vụ một người đàn ông dùng xe chặn cửa một trung tâm sinh hoạt cộng đồng ở Binghamton, lúc đó có nhiều di dân đang học lớp luyện thi quốc tịch, và dùng súng bắn chết 13 người và bắn bị thương 26 người. Theo hãng thông tấn AP, hung thủ là Jiverly Wong, người Mỹ gốc Việt, sau đó đã tự sát. Đây là vụ thảm sát thứ năm tại Hoa Kỳ trong vòng một tháng qua.
Hiệp hội American Civic Association giúp di dân tại Binghamton học luyện thi quốc tịch và giúp họ đoàn tụ gia đình cũng như hội nhập cuộc sống. Binghamton là một thành phố nhỏ có 47.000 dân, cách thành phố New York khoảng 140 dặm về phía Tây Bắc. Vào tháng trước đó, một số vụ thảm sát xảy ra tại Hoa Kỳ làm 44 người thiệt mạng.

## Vụ nổ súng
Vụ thảm sát xảy ra vào lúc 10 giờ sáng tại trụ sở tổ chức American Civic Association, chuyên giúp di dân ổn định cuộc sống mới. Jiverly đã dùng xe chặn cửa sau "để không ai thoát được" rồi chạy lên cửa trước bắn hai người tiếp tân không một lời cảnh báo. Hung thủ sau đó bước đến phòng học và bắn vào những người trong đó.
Một trong hai người tiếp tân chết tại chỗ. Người thứ hai giả vờ chết rồi bò xuống gầm bàn gọi điện thoại khẩn cấp 9-1-1. Cảnh sát đã có mặt ngay sau đó hai phút. Những người bị chết còn lại đều trong lớp học. Có 26 người bị thương, trong đó bốn người trong tình trạng nguy kịch. Tất cả vụ việc chỉ diễn ra trong vòng ba phút.
Cảnh sát tìm thấy hung thủ bị chết, có thể là do tự sát, trong một phòng khác với một chiếc cặp da đeo trên cổ trong đó có nhiều đạn. Kế bên hung thủ là hai khẩu súng ngắn và một con dao. Trong lúc vụ việc xảy ra, 37 người trốn thoát được ra ngoài. Một số khác chạy được xuống hầm hoặc trốn vào trong tủ và gọi cảnh sát bằng điện thoại di động.
Khi cảnh sát đến nơi họ không còn nghe tiếng súng, nhưng phải đợi một tiếng đồng hồ sau khi bảo đảm an toàn rồi mới vào. Sau đó, cảnh sát lục soát toàn bộ tòa nhà trong hai tiếng đồng hồ. Có lúc, cảnh sát phải dẫn từng người bị còng ra khỏi tòa nhà để kiểm tra ai là hung thủ ai là nạn nhân. Hung thủ đã xả 98 phát đạn trong chỉ hơn một phút trong vụ thảm sát từ hai khẩu súng ngắn bán tự động. Cảnh sát trưởng thành phố Binghamton, nơi xảy ra vụ thảm sát, ông Joseph Zikuski, cho rằng tất cả các nạn nhân đã chết ngay lập tức.

## Điều tra
Theo một bản tin của hãng truyền hình ABC, sau vụ việc, cảnh sát có đến nhà hung thủ điều tra, khám xét nhà và lấy đi một giá để súng trường, hai ổ cứng của máy tính, hai cặp táp và hai cái túi màu nâu. Theo hãng thông tấn AP, một người có thể là em gái của hung thủ nói người đàn ông này đã ở Mỹ 28 năm, có quốc tịch, chỉ đến trung tâm để học Anh văn.

## Chôn cất
Các nạn nhân của vụ thảm sát đã được chôn cất vào chiều 5/4. Hàng trăm người dân tham dự lễ tưởng niệm những người thiệt mạng. "Thật kỳ lạ, thảm kịch này lại khiến mọi người gần nhau hơn", thị trưởng Binghamton Matthew Ryan nói.

## Hung thủ
Hung thủ tên Jiverly Voong, Henry Voong hoặc Linh Phat Voong, 42 tuổi, cư dân Thành phố Johnson. Jiverly sinh ra trong một gia đình người Hoa ở Việt Nam và nhập cư Hoa Kỳ vào khoảng 1990. Anh ta sống ở Binghamton trước khi chuyển tới bang California vào cuối thập niên 1990. Anh ta cưới vợ rồi ly hôn khi đang ở tiểu bang này. Wong trở lại Binghamton vào tháng 7 năm 2007.
Jiverly vốn là một tay súng chuyên nghiệp. Y thường xuyên tới nơi tập bắn ở Binghamton và thường khoe khoang rằng y đã bắn được hơn 10.000 viên đạn. Jiverly để lại lá thư nói rằng cảnh sát đã đe dọa anh ta nhiều năm liền và thậm chí tung tin đồn khiến anh ta mất việc. Bức thư dài hai trang, đầy lỗi chính tả và ngữ pháp, được gửi tới một đài truyền hình địa phương. Thư đề ngày 18/3 và được gửi đi ngày 3/4, đúng ngày Jiverly thực hiện vụ thảm sát, rồi tự sát. Tính xác thực của lá thư chưa được xác nhận nhưng giới chức thành phố Binghamton nói đây là một phần bằng chứng mà họ thu được trong quá trình điều tra.
"Tôi là Jiverly Wong bắn người", lá thư mở đầu. Thư được gửi kèm theo ảnh của Wong tươi cười bên hai khẩu súng, bằng lái xe và giấy phép sử dụng súng. Trên phong bì có ba con tem, hai con có hình trái tim màu tím và con thứ ba có hình quả chuông tự do. Wong nói mình bị cảnh sát mật theo dõi và thậm chí bị chạm vào người khi đang ngủ và lái xe trước mũi xe anh ta 32 lần rồi phanh gấp để cố tình gây tai nạn. "Nhưng tôi không bao giờ đâm phải chiếc xe đó", Wong viết.
Sát thủ hàng loạt cho rằng cảnh sát chìm khiến anh ta mất việc và buộc phải rời California, nơi Wong từng sống một thời gian với người vợ khi đó. Wong kết thúc bức thư bằng tuyên bố anh ta không thể chấp nhận cuộc sống nghèo khó nhưng sẽ không ra đi một mình. "Ít nhất hai người phải biến thành tro bụi", bức thư viết.
Tay súng này cũng xin lỗi vì không giỏi tiếng Anh. "Tôi xin lỗi vì biết ít tiếng Anh quá", anh ta viết ở phần cuối thư. Các nhà điều tra cho rằng Wong phẫn uất vì mất việc và bị chê cười vì không thạo tiếng Anh. Cảnh sát trưởng Binghamton Joseph Zikuski sẽ đề nghị các chuyên gia tâm thần phân tích bức thư này.

## Phản ứng
Khi nghe hung tin, Tổng thống Barack Obama, trong lúc họp với lãnh đạo khối Tổ chức Minh ước Bắc Đại Tây Dương tại Pháp, đã đưa ra một thông cáo cho biết: "Tôi và Michelle thật sự bị sốc khi biết tin và cảm thấy rất buồn về vụ thảm sát tại Binghamton. Chúng tôi sẽ cầu nguyện cho các nạn nhân, gia đình của họ và người dân Binghamton." Còn Thống đốc David Paterson nói đây là "một ngày thê lương cho New York."